# Dilan Gwyn
Dilan Kotan, mer känd som Dilan Gwyn, född 4 juni 1987 i Spånga församling, Stockholm, är en svensk skådespelare. 

## Biografi
Dilan Gwyn är dotter till kurdisk-turkiske journalisten, politikern och författaren Orhan Kotan (1944–1998). Efter att ha gått ut gymnasiet i Sverige flyttade hon till Frankrike där hon studerade vid Sorbonne. Hon har senare bott i London en kort tid och även bott och arbetat i USA. Sin första roll gjorde hon i kortfilmen Workshopen år 2007, och hon har sedan dess fortsatt att medverka i filmer och TV-serier.

## Filmografi (urval)
- 2012 – Shoo bre
- 2014 – Dracula Untold
- 2018 – Lyckligare kan ingen vara
- 2019 – Älska mig (TV-serie)
- 2020 – Andra sidan
- 2021 – Två systrar (TV-serie)
- 2022 – Göta kanal 4 – Vinna eller försvinna
- 2022 – Kronprinsen som försvann (TV-serie)